# Agis (imię)
Agis – imię męskie pochodzenia greckiego (gr. Άγις), które zostało utworzone od czasownika Άγω („prowadzić, przodować, wskazywać drogę”). Imię to oznacza „ten, kto prowadzi”; „ten, kto wskazuje drogę”.
Królowie Sparty, noszący imię Agis:
- Agis I — XI wiek p.n.e.
- Agis II — zm. 400 lub 398 p.n.e.
- Agis III — król w latach 338 p.n.e.–331 p.n.e.
- Agis IV — król w latach 244 p.n.e.–241 p.n.e.